# Fool Night
Fool Night (フールナイト, Fūru naito) est une série manga de Kasumi Yasuda prépubliée dans le magazine seinen de Shōgakukan Big Comic Superior depuis novembre 2020. La version française est publiée par Glénat dans la collection Glénat Manga.

## Manga
Écrit et illustré par Kasumi Yasuda, Fool Night débute dans le magazine seinen de Shōgakukan, Big Comic Superior, le 13 novembre 2020. Shōgakukan rassemble ses chapitres au format tankōbon avec un premier volume sorti le 30 mars 2021.
L'auteur dit s'être principalement inspiré du jeu vidéo Dark Souls III pour le principe des humains transformés en plantes : « on aurait dit des humains qui poussaient du sol vers le ciel, et j’ai bien aimé cette idée. J’ai dû acheter six encyclopédies de botanique pour ma documentation ».
La version française est publiée par Glénat dans la collection Glénat Manga avec un premier volume sorti le 4 mai 2022. La version anglaise est licenciée par VIZ Media pour l'Amérique du Nord et par Shogakukan Asia (en) pour l'Asie du Sud-Est .

### Volumes
| no | Japonais          | Japonais          | Français          | Français          |
| no | Date de sortie    | ISBN              | Date de sortie    | ISBN              |
| --- | ----------------- | ----------------- | ----------------- | ----------------- |
| 1 | 30 mars 2021      | 978-4-09-860866-9 | 4 mai 2022        | 978-2-344-05269-3 |
| Liste des chapitres : - Chapitre 1 : Comment m'en sortir ? - Chapitre 2 : Un couvercle - Chapitre 3 : Si j'arrive à l'entendre - Chapitre 4 : Emploi temporaire spécial - Chapitre 5 : Le sanctiflore de mon père - Chapitre 6 : Si seulement... - Chapitre 7 : Empêchée - Chapitre 8 : Dites-lui !                              |                   |                   |                   |                   |
| 2 | 30 août 2021      | 978-4-09-861132-4 | 21 septembre 2022 | 978-2-344-05270-9 |
| Liste des chapitres : - Chapitre 9 : À mon tour - Chapitre 10 : Pardon - Chapitre 11 : Des traces - Chapitre 12 : L'avenir - Chapitre 13 : Ne le laissez pas mourir - Chapitre 14 : C'est de ma faute - Chapitre 15 : Ce qui a créé ce monstre - Chapitre 16 : Intolérable - Chapitre 17 : Ivy                                   |                   |                   |                   |                   |
| 3 | 28 janvier 2022   | 978-4-09-861239-0 | 2 novembre 2022   | 978-2-344-05271-6 |
| Liste des chapitres : - Chapitre 18 : Tombé - Chapitre 19 : Le meeting - Chapitre 20 : Une découverte - Chapitre 21 : Tuer - Chapitre 22 : La force - Chapitre 23 : Adieu - Chapitre 24 : La chambre cachée - Chapitre 25 : Merci - Chapitre 26 : Je suis là !                                                                   |                   |                   |                   |                   |
| 4 | 30 juin 2022      | 978-4-09-861319-9 | 15 mars 2023      | 978-2-344-05657-8 |
| Liste des chapitres : - Chapitre 27 : Responsabilité - Chapitre 28 : Avoir le droit - Chapitre 29 : On ne pourra jamais payer cette somme - Chapitre 30 : La ville précaire - Chapitre 31 : La ferme - Chapitre 32 : Ils l'ont fabriqué - Chapitre 33 : Nous vaincrons - Chapitre 34 : Bousillé - Chapitre 35 : Félicitations    |                   |                   |                   |                   |
| 5 | 30 novembre 2022  | 978-4-09-861473-8 | 23 août 2023      | 978-2-344-05889-3 |
| Liste des chapitres : - Chapitre 36 : Poisson rouge géométrique - Chapitre 37 : N'aie pas l'air si triste - Chapitre 38 : Alors que fait-on ? - Chapitre 39 : Ne descends pas - Chapitre 40 : Déclaration de guerre - Chapitre 41 : Il ment - Chapitre 42 : Bye-bye - Chapitre 43 : Les morts sont muets - Chapitre 44 : Un lien |                   |                   |                   |                   |
| 6 | 28 avril 2023     | 978-4-09-861696-1 | 7 février 2024    | 978-2-344-06153-4 |
| Liste des chapitres : - Chapitre 45 : Un certain document - Chapitre 46 : Tomber à l'eau - Chapitre 47 : Détention - Chapitre 48 : Vous non plus - Chapitre 49 : Échange - Chapitre 50 : Quitte à y perdre la vie - Chapitre 51 : Ça fait un bail - Chapitre 52 : Enfin - Chapitre 53 : Timing                                   |                   |                   |                   |                   |
| 7 | 28 septembre 2023 | 978-4-09-862527-7 | 16 juin 2024      | 978-2-344-06373-6 |
| Liste des chapitres : - Chapitre 54 : Son motif - Chapitre 55 : La justice, tout ça... - Chapitre 56 : Tout gâché - Chapitre 57 : Sauvé - Chapitre 58 : Les connaissances - Chapitre 59 : Les bonbons - Chapitre 60 : Jugé - Chapitre 61 : Le professeur Kudai - Chapitre 62 : Bon travail - Chapitre 63 : Champ de fleurs       |                   |                   |                   |                   |
| 8 | 29 mars 2024      | 978-4-09-862693-9 | 2 octobre 2024    | 978-2-344-06568-6 |
| Liste des chapitres : - Chapitre 64 : Ami - Chapitre 65 : Question - Chapitre 66 : La Centrale - Chapitre 67 : Récompense - Chapitre 68 : Le post-it noir - Chapitre 69 : La fête - Chapitre 70 : Falsifier - Chapitre 71 : Moi aussi - Chapitre 72 : La fabrique                                                                |                   |                   |                   |                   |
| 9 | 30 septembre 2024 | 978-4-09-863036-3 | 19 mars 2025      | 978-2-344-06838-0 |
| Liste des chapitres : - Chapitre 73 : Un poids - Chapitre 74 : Mission - Chapitre 75 : Le temps bouddhique - Chapitre 76 : Département des ressources humaines - Chapitre 77 : Démasquer - Chapitre 78 : La poule - Chapitre 79 : Terre pure - Chapitre 80 : Une offrande - Chapitre 81 : Le roi                                 |                   |                   |                   |                   |
| 10 | 28 février 2025   | 978-4-09-863205-3 |                   |                   |

## Réception
La série est nommée pour les Next Manga Awards 2022 dans la catégorie manga imprimé. Fool Night se classe douzième du guide Kono Manga ga sugoi! 2023 de Takarajimasha aux côtés de Kujima Utaeba Ie Hororo et Nippon Sangoku de la liste des meilleurs mangas pour les lecteurs masculins.
Le tome 2 de la série est nommé en sélection officielle du festival d'Angoulême 2023.